# محوطه فیلده
محوطه فیلده مربوط به دوران‌های تاریخی پس از اسلام است و در شهرستان رودبار، جنوب غرب رستم‌آباد جنوبی واقع شده و این اثر در تاریخ ۱۱ شهریور ۱۳۸۲ با شمارهٔ ثبت ۹۹۳۳ به‌عنوان یکی از آثار ملی ایران به ثبت رسیده است.